# ゆく年くる年
『ゆく年くる年』（ゆくとしくるとし）は、NHK総合テレビジョンとNHKワールド・プレミアムで、1955/1956年からの毎年12月31日から翌1月1日に生放送されている年越し番組である。
同じタイトルで民放各局が共同ないしは独自に放送する番組もあるが、ここではNHKの番組について言及する。またNHKの番組でも、テレビで放送のものとラジオで放送のものとでは内容が異なるが、本項では特に断りのないかぎりはテレビで放送のものについて記述する。
テレビについては、映像は当初モノクロ放送だったが、1970/1971年からカラー放送となり、後にハイビジョン放送となった。

## 概要

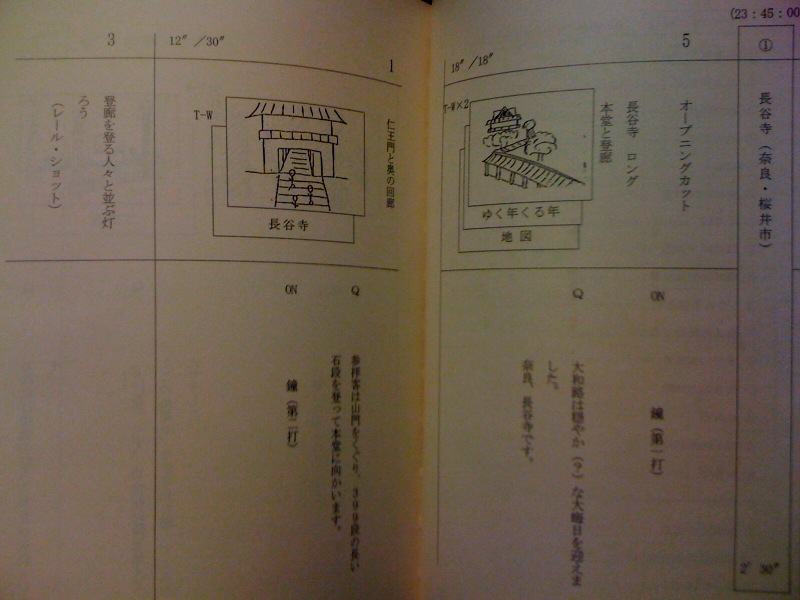
台本内の絵コンテとコメント例。鐘のタイミングなどが事前に決められている。

年越しを前後して、日本各地（主に宗教施設）で行われている年越し行事をリレー中継で放送するほか、旧年・新年の日本の社会的・文化的大事件を回顧・展望する構成が主である。NHK自身とビデオリサーチ社は本番組を報道番組にカテゴライズしているが、「究極の宗教番組」と位置付ける意見（五木寛之、河合隼雄）もある。
視聴率は、直前の『NHK紅白歌合戦』からの流れにより、毎年20パーセント以上の高視聴率を記録している。ビデオリサーチ・関東地区調べでは、1963年放送分が57.4パーセントの視聴率を記録している。これは、同年の年間視聴率ランキング（5分以上の番組が対象）では『第14回NHK紅白歌合戦』（81.4パーセント）・『第14回NHK紅白歌合戦』直前のニュース（66.7パーセント）・プロレス中継（64.0パーセント）に次いで4位である。

### 放送チャンネル
NHK総合テレビジョンとNHKワールド・プレミアムで同時放送される。
2006/2007年まではデジタル衛星ハイビジョンでも同時放送されていたが、同チャンネルでは一部構成が変わる場合があった。2002年から2004年までは紅白のまとめ番組があったため、23時59分まで開始しなかった。2007/2008年まではNHKワールドTVでも同時放送されていたが、完全英語放送化によっていったん終了。2010/2011年および2011/2012年には『Old Year New』として、英語の字幕スーパー差し替えと英語同時通訳をつけて放送した（2012/2013年には放送なし）。2008/2009年から2010/2011年まではBS2でも同時中継されていた。
なお、同じNHKでもこれらのテレビチャンネルとEテレ（教育テレビ）、ラジオ第1以外（BS1・BSプレミアム→BS、ラジオ第2、FM放送、BS4K→BSP4K、BS8K）では、これに相当する年越し番組は基本的に放送されていない。いずれも通常の番組が放送される。衛星放送の場合、日本国外の放送局によるニュースなど。Eテレの場合、クラシックコンサートが放送されていた（ほぼ大晦日21時頃 - 元日1時頃）が、生中継ではなく複数のコンサートの放送で構成される番組であり、年明けのカウントダウンなどはない。ただし1999/2000年には、途中でカウントダウンの秒数だけが表示された。2011/2012年以降は、年越し特番として『2355・0655 年越しをご一緒にスペシャル』（放送初年のみ『0655・2355-』）が放送されている。

### 放送時間
テレビでは通例、12月31日 23時45分から翌年1月1日 0時15分まで放送される。
ただし例外はあり、2024/2025年は0時25分まで、1970年代の多くと、1984/1985年・1995/1996年・2001/2002年・2002/2003年・2004/2005年とアナログ放送最後の放送であった2010/2011年には0時30分まで、1981/1982年は1時、1982/1983年は1時30分までそれぞれ延長放送された。1999/2000年の放送は1時05分まで放送された。2000/2001年の放送は1時00分まで放送された。
また1982/1983年まではこの番組を終えると、直後のニュース・天気予報を放送し、そのまま概ね当番組終了10分後までに大晦日付の放送を終了し、停波、またはカラーバーを放送して元日6時からの放送開始に備えていたが、1983/1984年以後はその直後から新春特番が編成され、放送時間が延長され、1995/1996年以降は終夜放送されている（後述）。

## 歴史
初回放送が行われたのは、日本でラジオ放送が開始されてから2年後の1927年である。寛永寺（東京・上野）からJOAK（社団法人東京放送局、現：NHK放送センター）のラジオ放送によるものであり、当時の番組タイトルは『除夜の鐘』であった。1925年3月23日に放送を開始した『株式市況』に次ぐ日本で2番目に古い番組であり、エンターテインメント分野における日本最古の現役番組である。
最初の2回は、実際の寺院からの中継ではなく、第1回の1928年元日0時は、スタジオにあった鐘を鳴らして、それを除夜の鐘と銘打って放送したとされ、同じ年の大晦日〜1929年元日未明の第2回は、京都日日新聞の番組表には「（午後）11時50分 除夜の鐘」と書かれており、近所の神社にあった鐘楼をわざわざスタジオに持ってきて、そこから108回の鐘を鳴らす様子が生放送された。当時の様子はNHKが写真で保存しており、2023年12月10日にNHK-FM放送（11:00-11:50）で生放送された『伊集院光の百年ラヂオ』でもその当時のエピソードが紹介されている
現在の形で、実際の寺院からの生中継は1929年が最初で、浅草寺からの生中継だった。当時は大晦日23時50分から元日午前1時まで放送され、番組内容は「1.参拝の実況、2.除夜の鐘、3.鶏鳴」とあった。
リレー放送は1932年から行われている。この年は東京・大阪・名古屋・仙台・広島・熊本の各拠点中央放送局、さらに当時は日本領にあった朝鮮放送協会・京城中央放送局をネットして、各地からの寺院の除夜の鐘の打鐘と迎春の風景が生放送された。
1945/1946年には、12月31日 22時20分 - 1月1日 0時00分に『紅白音楽試合』（『NHK紅白歌合戦』の前身）の放送があったため、『除夜の鐘』は年明けの直後に放送された。
テレビ放送においては、1953/1954年の年またぎは大晦日 23:30 - 24:00まで「才末風景」と題して、銀座と道頓堀の2元生中継の模様を放送したのち、元日 0:00 - 0:05の5分間『除夜の鐘』を放送。そのまま大晦日付けの放送を終了している。
1954/1955年は、23:30 - 23:55まで、前年の生中継から変えて事前収録の短編記録映画『ゆく年を送る』を放送したのち、23:55 - 元日 0:30まで『除夜の鐘』として、浅草寺からの生中継放送を、前年より大幅に放送時間を拡大して行った。そして1955/1956年から現タイトルで放送されている。実際には、1955/1956年放送分は『逝く年、来る年』、1956/1957年放送分は『逝く年来る年』と題して放送されているが、NHKは本番組を1955年放送開始の番組としている。

## 番組の流れ

### 本番まで
制作は全国の報道系のディレクターが担当し、中継場所の選定はほぼ1か月前から入る。本番組の制作を担当する部署は、東京・報道局の『おはよう日本』部である。番組内容の台本は半月以上前から絵コンテ付きで制作される。そしてカットの秒数、コメントの内容が綿密に作られ、東京のチェックを定期的に仰いだ上で、当日まで作り込みを続けていく。
また、演出についてはNHKの意図通りになるように寺社を巻き込んで行われ、参拝客や地元の人々、僧侶、神主に協力してもらっていることが多く、NHKの放送に合わせて古来の行事が復活することもある。また、番組スタッフの入れ替えにより継承が途切れるため、山形県の羽黒山や福島県などでは数年前とほぼ同じ構成の中継が出たことがある。
放送2日前よりカメラのセッティング、中継車の回線接続、照明の建て込みの準備が入る。かつてはクレーンや照明の手配などで中継1か所の予算が500万円以上などが普通であったが、現在では節約が図られている。人員は放送時の安全対策も重視され、職員の動員がかけられる。例えば、現場の中継車ではメインのディレクターの後ろでカットの秒数をカウントダウンするディレクター、各カメラ防護用のディレクター、スタッフの宿泊や食事の手配のディレクターなどがいるが、全て職員のディレクターである。コメントを読むアナウンサーの横では必ず管理職アナウンサーや部長クラスが現場入りし、並々ならぬチェック体制が敷かれる。
当日夜は、直前番組である『NHK紅白歌合戦』の最中に「全国通しリハーサル」と呼ばれる疑似放送リハーサルを行い、本放送とほぼ同様のことを行って各中継場所へ内容に関するチェックを行う。各リハーサルはVTRで収録するが、これは確認用としてだけでなく、万が一に備えたものでもある。放送時には中継入りと同時にこの収録部分も本放送で再生していき、いざとなったら切り替えができる様になっているなど、絶対に中断の起きえない放送体制が敷かれている。
通常放送時は音声をフェードアウトして後座番組に切り替わって音声をフェードインするが、紅白と本番組の切り替えでは紅白の音声をフェードアウトせず、後座番組の切り替えと同時に音声も消えて、本番組開始時に音声をフェードインする。この手法は高校野球中継の総合テレビ・Eテレのリレー放送時の相互切換、大相撲中継時の中断ニュース、災害・地震などの特設ニュースが入った時にも用いられる。
放送の中心となるキーステーションやその他の中継場所はコロナ禍などで非公開の年もあったが、基本的には大晦日の数日前にNHKの公式サイトで発表される。

### 番組進行

#### 年越し前
23時45分に『NHK紅白歌合戦』が終了すると同時に会場のNHKホールの喧騒が一瞬にして消去され、最初の中継先となる寺院や神社が映し出される。番組開始からしばらくはそれら宗教施設からの中継が多く、除夜の鐘が鳴り響く各地の寺院の境内や本堂の様子、参拝客たちが深夜の初詣に訪れ、新年の祈願をする模様が放送される。ナレーションでは、当該地域の紹介や地域特有の社会問題（過疎化など）の話題に触れる。リポートするアナウンサーは原則顔出しをしない。
かつては新年を迎えた直後の日本国外各国の様子を中継したこともあるほか、日付や時間に関係なく普段と変わらずに働き続ける人々（例として東京・新橋のタクシー運転手や福岡・八幡製鉄所の従業員など）の様子を中継したこともある。

#### 年越しの瞬間
日付が変わって年越しを迎えた瞬間に、画面左上に「0:00」と時刻表示される。かつては時報も加わっており、1976/1977年には短波無線局「JJY」の時報を放送した。進行役のアナウンサーが「明けましておめでとうございます」、「（19）20○○年、（昭和、平成）令和○○年の幕開けです」（2021/2022年など）とナレーションする。
民放テレビ各局の年越し番組は年越しの瞬間を大勢で華やかに迎えることが通例であるが、本番組ではカウントダウンも含めてこのような演出は行わないため、民放各局の年越し番組とは確実な差異がある。ただし、ミレニアムを迎える1999/2000年のみ例外的に、23:58:30頃にNHKホールに中継が戻り、『第50回NHK紅白歌合戦』の出演者や観客が全員でカウントダウンを行った。

#### 年越し後
年越し後には、各地で新年を迎えたその模様が中継される。前年に話題になった場所や、新年に大きなイベントが開催される会場地などを対象としている。
前年に話題になった場所の例としては
- 1999/2000年：2000年問題対策を行う事業者たちの対策風景
- 2004/2005年：新潟県中越地震被災地
- 2007/2008年：新潟県中越沖地震被災地
- 2024/2025年：能登半島地震 被災地

などが中継された。
新年に大きなイベントが開催される会場地などの例としては、
- 1984/1985年：国際科学技術博覧会（つくば万博）の会場
- 1989/1990年：国際花と緑の博覧会（花博）の会場
- 1997/1998年：長野オリンピックの白馬村スキージャンプ競技場[22]
- 2001/2002年：FIFA（国際サッカー連盟）主催2002 FIFAワールドカップ（2002年日韓ワールドカップサッカー）の日本国内開催会場（横浜国際総合競技場ほか）
- 2004/2005年：2005年日本国際博覧会（愛知万博）会場
- 2024/2025年：2025年日本国際博覧会（大阪関西万博）会場

などがある。

### 番組終了後
本番組の終了直後には新年最初（放送上の日付では大晦日最終版扱い）の『NHKニュース』（NHKワールド プレミアムでも同時放送。2011年の年明け最初の放送ではノンスクランブル放送を実施）を放送、担当キャスターが「明けましておめでとうございます」の挨拶で始め（本番組以外で初めての新年の挨拶）、通常、年越しの話題や各分野における前年の統計値などを報じるニュースから始められる。2000年代からは、携帯電話の普及によって起きるようになったいわゆる「おめでとうコール」「おめでとうメール」の集中で発生する通話回線の輻輳やサーバのパンク状態、ならびにそれに対する各電話会社の対応状況などが読み上げられることがある。
1980年代前半まではこのニュース（0:30 - 0:40）をもって明朝6時の放送再開まで放送休止（停波、またはカラーバー
。ただし、日章旗掲揚・「君が代」演奏はこの当時午前0時を跨いだ場合には原則行っていなかった）となった。
1983/1984年以後は大晦日付けの放送時間を大幅延長して、当番組終了直後、またはニュース終了後に年越し（新春）特別番組を編成するようになった。大晦日〜元日の終夜放送は1995/1996年（1996年1月1日）が初めてで、以後毎年終夜特別編成が実施されている。
2005/2006年からは、ニュースに続けて、両国国技館で行われるさだまさしの年越しコンサートの模様を交えた『年の初めはさだまさし』が公開生放送されている。

## 年表
- 表中の「主な中継地」の欄の太字の場所は、0時を迎えたとき（年越しの除夜の鐘）の中継地、KSの記号がついた場所は、進行役アナウンサーと放送基地があったキーステーションを表す。
- 進行役アナウンサーは長年、その年のニュースワイド→モーニングワイド→おはよう日本の担当キャスター[注釈 3]が務めることが恒例。『おはよう日本』が公式Xアカウントを開設してからは、本番組終了後に放送基地からキャスター陣を代表する形でその回の進行役アナウンサーが新年の挨拶をする動画が投稿されている。

| 放送年           | 進行役アナウンサー    | 主な中継地 |
| ---------------- | --------------------- | --- |
| 1995年 ｜ 1996年 |                       | 真狩村（北海道） 満福寺（秋田県） 浅草寺（東京都台東区）KS 高山（岐阜県） 薬師寺（奈良県奈良市） 生田神社 鷹取教会（兵庫県神戸市） 北淡町（兵庫県淡路島） 曹源寺（岡山県） 大窪寺（香川県） 臼杵の石仏（大分県） 平和の礎（沖縄県） |
| 1996年 ｜ 1997年 | 有働由美子            | 円蔵寺（福島県河沼郡柳津町） · 清水寺（京都府京都市東山区） · 三仏寺（鳥取県東伯郡三朝町） · 願成就院（静岡県伊豆の国市※当時は田方郡韮山町） · 浅原神社（新潟県小千谷市） · 英彦山神宮（福岡県田川郡添田町） · 高野山（和歌山県伊都郡高野町） · 臨海副都心（東京都） · 六甲八幡神社（兵庫県神戸市灘区） · 普天満宮（沖縄県宜野湾市） · 香港 |
| 1997年 ｜ 1998年 |                       | 出羽三山神社（山形県鶴岡市） 観世音寺（福岡県太宰府市） 瑞龍寺（富山県高岡市） 大湊神社（福井県坂井市※当時は坂井郡三国町） 瑞巌寺（宮城県宮城郡松島町） 善光寺（長野県長野市） 長野オリンピック会場（長野県北安曇郡白馬村）KS 太皷谷稲成神社（島根県鹿足郡津和野町） 明石海峡大橋（兵庫県） 竹林寺（高知県高知市） 海底神社（千葉県館山市） 上武佐ハリストス正教会（北海道標津郡中標津町） |
| 1998年 ｜ 1999年 |                       | 法眼寺（青森県黒石市） 専修寺関東別院（東京都品川区） 最勝院（栃木県那須郡那須町） 天台寺（岩手県二戸郡浄法寺町） 名のり（三重県志摩郡大王町） 千光寺（広島県尾道市） 東大寺（奈良県奈良市） 北の大文字（北海道空知郡上富良野町） 大阪天満宮（大阪府大阪市北区） 総持寺祖院（石川県輪島市※当時は鳳珠郡門前町） カトリック中町教会（長崎県長崎市） 善通寺（香川県善通寺市） |
| 1999年 ｜ 2000年 | 三宅民夫              | NHKホール（東京都渋谷区） |
| 2000年 ｜ 2001年 | 三宅民夫              | 出羽三山神社（山形県東田川郡羽黒町） 安国寺（岐阜県高山市※当時は吉城郡国府町） 厳島神社（広島県廿日市市※当時は佐伯郡宮島町） 有珠善光寺（北海道伊達市） 沖縄平和祈念堂（沖縄県糸満市） 比叡山延暦寺（滋賀県大津市） （兵庫県明石市） 帝釈天（東京都葛飾区） 薬師寺（奈良県奈良市） 日本科学未来館（東京都江東区） |
| 2001年 ｜ 2002年 | 住田功一 青山祐子     | 横浜国際総合競技場（神奈川県横浜市港北区）KS 長谷寺（奈良県桜井市） 浦上天主堂（長崎県長崎市） |
| 2002年 ｜ 2003年 | 柿沼郭                | 観世音寺（福岡県太宰府市） · 奄美大島（鹿児島県奄美市） · 昭和基地（ 南極） · 小柴昌俊博士宅（東京都杉並区） |
| 2003年 ｜ 2004年 | 三宅民夫 高橋美鈴     | 金剛峰寺（和歌山県伊都郡高野町） · 浅草寺（東京都台東区）KS · 朝日山計仙麻神社（宮城県石巻市） · ふるさと銀河線・陸別駅（北海道足寄郡陸別町） · 勝興寺（富山県高岡市） · 一般人宅（宮城県登米市） · シンタグマ広場（ ギリシャ・アテネ） · 岩戸神社（宮崎県延岡市北川町※当時は合併前で東臼杵郡北川町） · 薬王寺（徳島県海部郡美波町） · 筒賀大歳神社（広島県山県郡安芸太田町） · 八坂神社（京都府京都市東山区） |
| 2004年 ｜ 2005年 | 野村正育 高橋美鈴     | 常慶院（長野県下水内郡栄村） 洞盟寺（新潟県長岡市） 厳島神社（広島県廿日市市） 臼杵石仏（大分県臼杵市） 平安神宮（京都府京都市左京区） 2005年日本国際博覧会（愛知県愛知郡長久手町（現：長久手市））KS 明治神宮（東京都渋谷区） 金刀比羅宮（香川県仲多度郡琴平町） 毛越寺（岩手県西磐井郡平泉町） 飯生神社（北海道山越郡長万部町） 宮城球場（宮城県仙台市宮城野区） アンパーラ（ スリランカ） バグダッド（ イラク） 原爆ドーム（広島県広島市中区） 1.17希望の灯り（兵庫県神戸市中央区） 那谷寺（石川県小松市） ソウル（ 韓国） |
| 2005年 ｜ 2006年 | 該当者なし            | 常呂町カーリングホール（北海道北見市） 出羽三山神社（山形県鶴岡市） 埼玉スタジアム2002（埼玉県さいたま市緑区） 東京湾海上交通センター（神奈川県横須賀市） 恵比寿神社（福井県丹生郡越前町） 豊川稲荷（愛知県豊川市） 比叡山延暦寺（滋賀県大津市） 薬師寺（奈良県奈良市） 世界平和記念聖堂（広島県広島市中区） 竹林寺（高知県高知市） 椎葉厳島神社（宮崎県東臼杵郡椎葉村） |
| 2006年 ｜ 2007年 | 松尾剛 首藤奈知子     | 姥神大神宮（北海道檜山郡江差町） 大畑八幡宮（青森県むつ市） 願成寺（福島県喜多方市） 柴又帝釈天（東京都葛飾区）KS 法明寺 鬼子母神堂（東京都豊島区） 伊勢神宮外宮（三重県伊勢市） 知恩院（京都府京都市東山区） 箸蔵寺（徳島県三好市） 光明寺（山口県下関市） 竹富島（沖縄県八重山郡竹富町） |
| 2007年 ｜ 2008年 | 松尾剛 首藤奈知子     | 夕張神社（北海道夕張市） 中尊寺（岩手県西磐井郡平泉町） 浅草寺（東京都台東区）KS 番神堂（新潟県柏崎市） 明善寺（岐阜県大野郡白川村） 平等院鳳凰堂（京都府宇治市） 長谷寺（奈良県桜井市） 西國寺（広島県尾道市） 岩屋寺（愛媛県上浮穴郡久万高原町） カトリック中町教会（長崎県長崎市） |
| 2008年 ｜ 2009年 | 阿部渉 島津有理子     | 沼田神社（北海道雨竜郡沼田町） 唐松神社（秋田県大仙市） 双林寺（宮城県栗原市） 成田山新勝寺（千葉県成田市）KS 赤レンガ倉庫（神奈川県横浜市中区） 瑞龍寺（富山県高岡市） 清水寺（京都府京都市東山区） 美保神社（島根県松江市美保関町） 善通寺（香川県善通寺市） 観世音寺（福岡県太宰府市） |
| 2009年 ｜ 2010年 | 森本健成 島津有理子   | 慈恩寺（山形県寒河江市） 朝護孫子寺（奈良県生駒郡平群町） 増上寺（東京都港区）KS 両子寺（大分県国東市） 上武佐ハリストス正教会（北海道標津郡中標津町） 多聞院（広島県広島市南区） 妙厳寺［豊川稲荷］（愛知県豊川市） 歌舞伎座（東京都中央区） 潮江天満宮（高知県高知市） 妙成寺（石川県羽咋市） |
| 2010年 ｜ 2011年 | 森本健成              | 亀戸天神社（東京都江東区）KS · 知恩院（京都府京都市東山区） · 東京スカイツリー（東京都墨田区） · 羽田空港（東京都大田区） · 中山寺（福井県大飯郡高浜町） · 白兎神社（鳥取県鳥取市） · 白鬚神社（宮崎県児湯郡川南町） · 津軽鉄道（青森県五所川原市） · 陶山神社（佐賀県西松浦郡有田町） · 鵡川神社（北海道勇払郡むかわ町） · ソウル（ 韓国） · 伊東市の海底（静岡県伊東市） · 三番叟まわし（徳島県三好市） |
| 2011年 ｜ 2012年 | 森本健成 鈴木奈穂子   | ニセコスキー場（北海道虻田郡倶知安町） 中尊寺（岩手県西磐井郡平泉町）KS 洞源院（宮城県石巻市） 相馬太田神社（福島県南相馬市） 東京スカイツリー第1展望台（東京都墨田区） 山下公園（神奈川県横浜市中区） 日石寺（富山県中新川郡上市町） 東大寺（奈良県奈良市） 湯神社（岡山県美作市） 石手寺（愛媛県松山市） 波上宮（沖縄県那覇市） ウェンブリー・スタジアム（ イギリス・ロンドン市） |
| 2012年 ｜ 2013年 | 阿部渉 鈴木奈穂子     | 宗谷岬【年越しキャンプ】（北海道稚内市） 普門寺（岩手県陸前高田市） 大崎八幡宮（宮城県仙台市）KS 長福寺（福島県双葉郡川内村） 浅草寺（東京都台東区） 東京スカイツリー（東京都墨田区） 鶴ヶ岡八幡宮（神奈川県鎌倉市） 西圓寺温泉（石川県小松市） 伊勢神宮（三重県伊勢市） 清水寺（京都府京都市） 清神社（広島県安芸高田市） 護王神社（香川県香川郡直島町） 耶馬溪【青の洞門】（大分県中津市） |
| 2013年 ｜ 2014年 | 阿部渉 鈴木奈穂子     | 歌登八幡神社（北海道枝幸郡枝幸町） 常呂カーリングホール（北海道北見市） 江岸寺（岩手県上閉伊郡大槌町） 徳本寺（宮城県亘理郡山元町） 小名浜諏訪神社（福島県いわき市） 増上寺（東京都港区）KS 海中寺（東京都大島町） 北口本宮冨士浅間神社（山梨県富士吉田市） タケナイフビレッジ（福井県越前市） 唐招提寺（奈良県奈良市） 出雲大社（島根県出雲市） 岩本寺（高知県高岡郡四万十町） 門司港・レトロ地区（福岡県北九州市門司区） |
| 2014年 ｜ 2015年 | 阿部渉 鈴木奈穂子     | 金剛峯寺（和歌山県伊都郡高野町） 薬王寺（徳島県海部郡美波町） 浅草寺（東京都台東区浅草）KS 光廣神社（広島県広島市安佐南区） 王滝御嶽神社（長野県木曽郡王滝村） 同慶寺（福島県南相馬市） 吉祥寺（岩手県上閉伊郡大槌町） 圓教寺（兵庫県姫路市） 富山駅（富山県富山市） ホテルオークラ神戸屋上ライブカメラ（兵庫県神戸市中央区） 熊野神社（宮城県牡鹿郡女川町） 金刀比羅神社（北海道根室市） 浦上天主堂（長崎県長崎市） 平和公園（長崎県長崎市）                                                                                 |
| 2015年 ｜ 2016年 | 阿部渉 和久田麻由子   | 永平寺（福井県吉田郡永平寺町） 伊勢神宮（三重県伊勢市）KS 報国寺（茨城県常総市） 上山八幡宮（宮城県本吉郡南三陸町） 松江城（島根県松江市） 円成寺（島根県松江市） 比叡山延暦寺（滋賀県大津市） 道後温泉（愛媛県松山市） 今右衛門本窯（佐賀県西松浦郡有田町） 泉山磁石場（佐賀県西松浦郡有田町） 廣徳院（福島県双葉郡楢葉町） 新函館北斗駅（北海道北斗市） オリンピックパーク（ ブラジル・リオデジャネイロ） |
| 2016年 ｜ 2017年 | 阿部渉 和久田麻由子   | 地蔵院（秋田県雄勝郡羽後町） 春日大社（奈良県奈良市）KS 南富良野神社（北海道空知郡南富良野町） 善通寺（香川県善通寺市） バスタ新宿（東京都渋谷区） 平等院鳳凰堂（京都府宇治市） 神戸港（兵庫県神戸市中央区） 加藤神社（熊本県熊本市中央区） ゲストハウス「Pongyi」（石川県金沢市） 山津見神社（福島県相馬郡飯舘村） 厳島神社（広島県廿日市市） |
| 2017年 ｜ 2018年 | 高瀬耕造 和久田麻由子 | 明善寺（岐阜県大野郡白川村） 熊野大社（山形県南陽市） 川崎大師平間寺（神奈川県川崎市川崎区） 八坂神社（京都府京都市東山区） 沼田神社（北海道沼田町） 南淋寺（福岡県朝倉市） 海津見神社（高知県高知市） 宇都井駅（島根県邑南町） 平昌オリンピックスタジアム（ 韓国・平昌） |
| 2018年 ｜ 2019年 | 高瀬耕造 和久田麻由子 | 厚真神社（北海道勇払郡厚真町） 鵜住神社（岩手県釜石市） 光泉寺（群馬県吾妻郡草津町） 東京スカイツリー（東京都墨田区）KS 渋谷スクランブル交差点（東京都渋谷区） 東京国際空港（羽田空港）国際線ターミナル（東京都大田区） 日龍峯寺（岐阜県関市） 興福寺（奈良県奈良市） 源福寺（岡山県倉敷市） 大乗寺（愛媛県宇和島市） 沖縄平和祈念堂（沖縄県糸満市） |
| 2019年 ｜ 2020年 | 高瀬耕造 石橋亜紗     | 北の大文字（北海道空知郡上富良野町） 相馬太田神社（福島県南相馬市） 布良崎神社（千葉県館山市） 成田山新勝寺（千葉県成田市）KS 亀戸香取神社（東京都江東区） 東別院［真宗大谷派名古屋別院］（愛知県名古屋市中区） 知恩院（京都府京都市東山区） 薬師寺（奈良県奈良市） 曹渓宗光明寺（山口県下関市） 山崎忌部神社（徳島県吉野川市） 坂本八幡宮（福岡県太宰府市） |
| 2020年 ｜ 2021年 | 高瀬耕造 石橋亜紗     | 比叡山延暦寺（滋賀県大津市） 八栗寺（香川県高松市） 深大寺（東京都調布市）KS 横浜中華街【媽祖廟】（神奈川県横浜市中区） 白兎神社（鳥取県鳥取市） 青井阿蘇神社（熊本県人吉市） 牧場（北海道足寄郡足寄町） 来宮神社（静岡県熱海市） 寮（群馬県前橋市） 洞源院（宮城県石巻市） |
| 2021年 ｜ 2022年 | 高瀬耕造 桑子真帆     | トマム（北海道勇払郡占冠村） 中尊寺（岩手県西磐井郡平泉町） 善光寺（長野県長野市） 羽田空港（東京都大田区） 浅草寺（東京都台東区）KS 伊豆山神社（静岡県熱海市） 碧南スケートボードパーク（愛知県碧南市） 清水寺（京都府京都市東山区） 舞乃座（島根県江津市） 弘法寺（高知県高知市） 普天満宮（沖縄県宜野湾市） |
| 2022年 ｜ 2023年 | 首藤奈知子 三條雅幸   | 唐招提寺（奈良県奈良市） 光泉寺・草津温泉（群馬県吾妻郡草津町） 鶴岡八幡宮（神奈川県鎌倉市）KS 聖オルバン教会（東京都港区） 勝興寺（富山県高岡市） 岩木山神社（青森県弘前市） エスコンフィールドHOKKAIDO（北海道北広島市） 霧島神宮（鹿児島県霧島市） 泰平寺（愛媛県宇和島市） 嚴島神社（広島県廿日市市） |
| 2023年 ｜ 2024年 | 首藤奈知子 井上二郎   | 知恩院（京都府京都市東山区） 安楽寺（徳島県板野郡上板町） 神田明神（東京都千代田区）KS 歌登八幡神社（北海道枝幸郡枝幸町） 太平山三吉神社（秋田県秋田市） 京浜トラックターミナル（東京都大田区） 八代海（熊本県水俣市） 龍泉寺（岡山県岡山市北区） 福井駅（福井県福井市） 阿蘇神社（熊本県阿蘇市） 石山寺（滋賀県大津市） |
| 2024年 ｜ 2025年 | 首藤奈知子 三條雅幸   | 長谷寺（奈良県桜井市） 善通寺（香川県善通寺市） 増上寺（東京都港区）KS 須須神社（石川県珠洲市） 大塚八幡神社（宮崎県宮崎市） 原爆ドーム（広島県広島市中区） 北の大文字（北海道空知郡上富良野町） 宇佐神宮（大分県宇佐市） 神戸ポートタワー（兵庫県神戸市中央区） 大阪関西万博会場（大阪府大阪市此花区） NHK放送博物館（東京都港区） 箟峯寺（宮城県遠田郡涌谷町） 多聞院（広島県広島市南区） |

### 主な出来事

#### 1999/2000年
50回の紅白歌合戦の終時、ミレニアムの瞬間を大勢で迎えようという意図もあり、0:00を迎える直前にNHKホールに中継先を差し戻し。紅組と白組の出演者たちのステージ上に大きなデジタル時計を表示し、大勢でカウントダウンを行った。

#### 2000/2001年
20世紀から21世紀への世紀替わりの瞬間を迎えた全国（20箇所）の表情などを中継。

#### 2001/2002年
ゲストとして大江健三郎、廣山望が出演。

#### 2002/2003年
KS会場には、五木寛之が解説で出演。

#### 2003/2004年
旧年に地上デジタル放送がスタート。

#### 2008/2009年
この回から、年明け直後の除夜の鐘の中継がされなくなった。5.1chステレオ放送化。

#### 2010/2011年
アナログ放送最後の年末番組となる。瀧本美織（同年度下期の連続テレビ小説『てっぱん』のヒロイン）がゲスト出演。この年のみ0:30までの45分番組。

#### 2011/2012年
岩手・宮城・福島の3県はアナログ放送最後の回となった（デジタル放送では今回は5.1chサラウンド放送）。

#### 2012/2013年
日本全域デジタル放送化完了後初の年末番組として放送。この回から除夜の鐘の中継が復活。

#### 2016/2017年
この年は除夜の鐘ではなく、神戸港で行われたカウントダウンイベントからの年越し。

#### 2017/2018年
この年は、平昌オリンピックと2018 FIFAワールドカップロシア大会の開催を控えている。

#### 2018/2019年
進行の高瀬・和久田だけでなく、各中継現場を担当するアナウンサーも年跨ぎ前後関係無く積極的に顔出しした。

#### 2022/2023年
前番組の『第73回NHK紅白歌合戦』の中断ニュース後、進行の首藤・三條が登場。本番組の告知を行うと共に、NHK受信料の支払いに感謝するコメントを出した。

#### 2023/2024年
前番組の『第74回NHK紅白歌合戦』では、本番組に先がけて日本の大晦日の風景を届ける「年の瀬中継」を行った。

#### 2024/2025年
前番組の『第75回NHK紅白歌合戦』の中断ニュース後、進行の首藤・三條が登場。本番組の告知を行うと共に、NHK受信料の支払いに感謝するコメントを出した。また2025年がNHKのラジオ放送開始100年という事もあり放送時間が10分拡大（23：45 - 翌0：25）で放送された

## 不祥事
2002年12月30日、大阪放送局の委託業者が撮影照明ライト固定のために東大寺の鐘楼（国宝）の梁に釘9本を打ち込んだことが発覚し、厳重注意を受けた。

## ラジオ
前述したとおり、NHKラジオ版『ゆく年くる年』は1928年元日0時に、スタジオにあった鐘を「除夜の鐘」と銘打って生放送したのが始まりで、同年大晦日〜1929年元日未明はスタジオ近くの寺院から借りた鐘楼をスタジオで鳴らすという内容だった。寺院からの生中継は1929年、各局からの生放送リレー形式は1932年から行われていた。
ラジオ第1においては、紅白終了後の23時45分から東京・NHKラジオセンターのスタジオをメイン会場にしての年越し番組を放送する。年明け直前の日本各地からのリポート、午前0時の時報とともに入る「新年明けましておめでとうございます」の挨拶、そして年明け直後の各地からのリポートを行った後、NHKアナウンサーと各回のゲスト出演者による対談を0時45分まで放送する。対談は、番組が各回で定めたテーマに沿って行われる。2006/2007年のテーマは「今、築く絆〈きずな〉〜命・信頼・そして家族〜」であった。番組の終了後にはニュースが入り、1時00分から『ラジオ深夜便』が放送される。
この大晦日から元日にかけての終夜放送が定着するのは1980年代からで、それ以前は年度により当番組を終えた1時で放送終了（当時は国歌演奏なしで、そのままチェレスタの終了インターバル・シグナルの演奏→停波、またはテストトーン）となった。また当番組終了後に、『ラジオ深夜便』が放送されるようになるのは1996/1997年が最初で、途中数年間深夜便を休止扱いにしつつ深夜便のフォーマットに準じた特集編が放送されたこともある。
ラジオ第1で放送の年越し番組は一時期「ゆく年くる年」の名を外していたことがあり、2007/2008年には『新たな年へのメッセージ』が、2008/2009年には『年越しラジオ』が放送された。2009/2010年からは再び「ゆく年くる年」の名を冠した『年越しラジオ ゆく年くる年』→『ゆく年くる年』が放送されていた。
こうして続いたラジオ版の『ゆく年くる年』だったが、2017/2018年を最後に中断期間を挟みながらも90年間続いた年越し番組としての幕を閉じることになった。2018/2019年からは、『ラジオ深夜便』がこの時間帯に年越し放送を行うようになった（2018/2019年には『年越しラジオ深夜便』のタイトルで放送。2019/2020年以降は通常タイトルのままで年越し放送）。